# Mamming
Mamming er en kommune i Landkreis Dingolfing-Landau i Niederbayern i den tyske delstat Bayern, med knap 2.900 indbyggere. Den er administrationsby for Verwaltungsgemeinschaft Mamming.

## Geografi
Mamming ligger mellem Landshut og Deggendorf.
Midtpunktet i landkreisen Dingolfing-Landau ligger mellem landsbyerne Mamming og Bubach.
Der følgende landsbyer og bebyggelser: Adlkofen, Attenberg, Bachhausen, Benkhausen, Berg, Bubach, Dittenkofen, Graflkofen, Heilberskofen, Hirnkofen, Hof, Kuttenkofen, Mamming, Mammingerschwaigen, Pilberskofen, Rosenau, Ruhsam, Schellmühl, Scheiderberg, Seemannskirchen, Stockpoint og Vollnbach.